# Xenochalepus ater
Xenochalepus ater là một loài bọ cánh cứng trong họ Chrysomelidae. Loài này được Weise miêu tả khoa học năm 1905.